# オーステナイト系ステンレス鋼

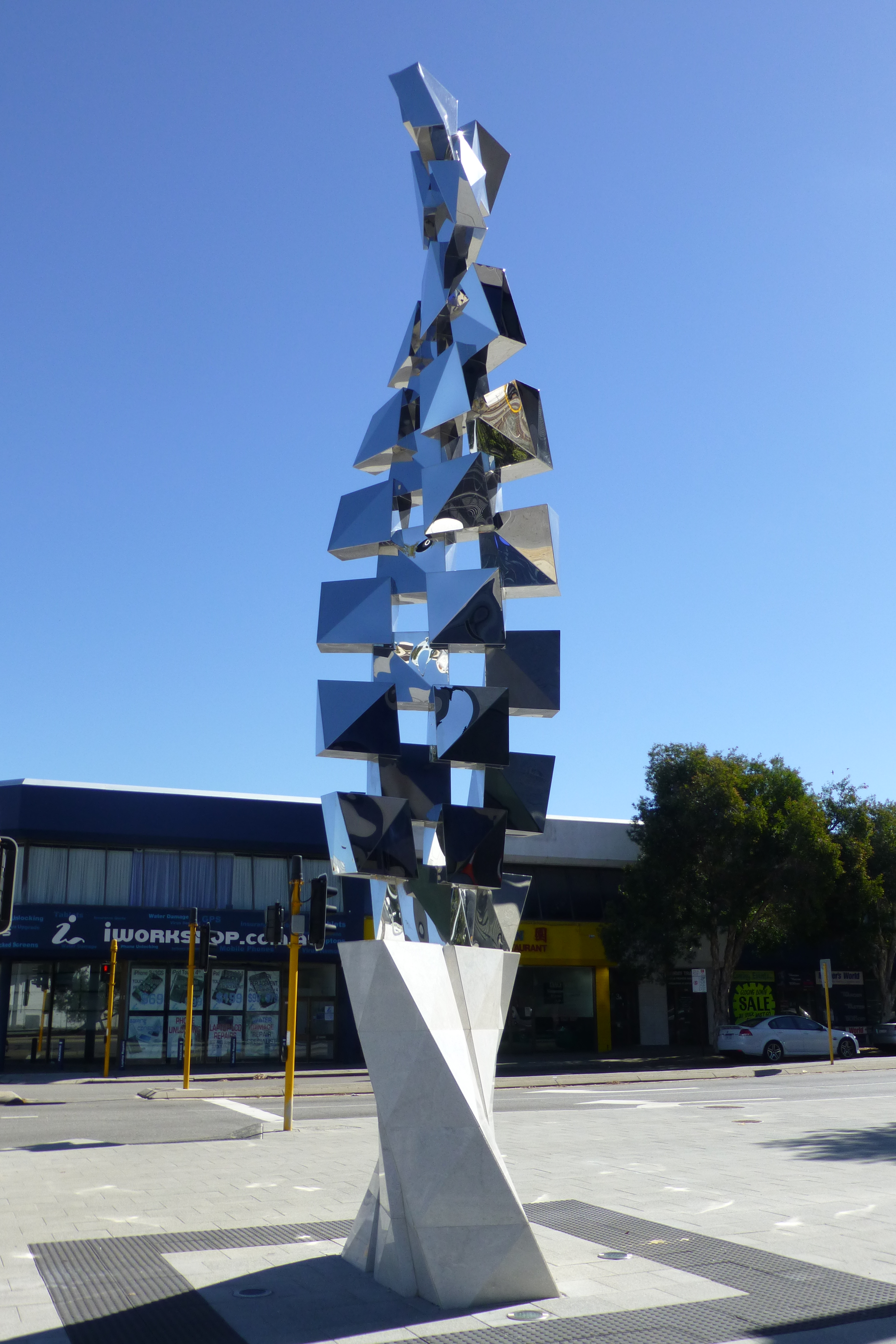
オーステナイト系ステンレス鋼（316系）製の野外彫刻。

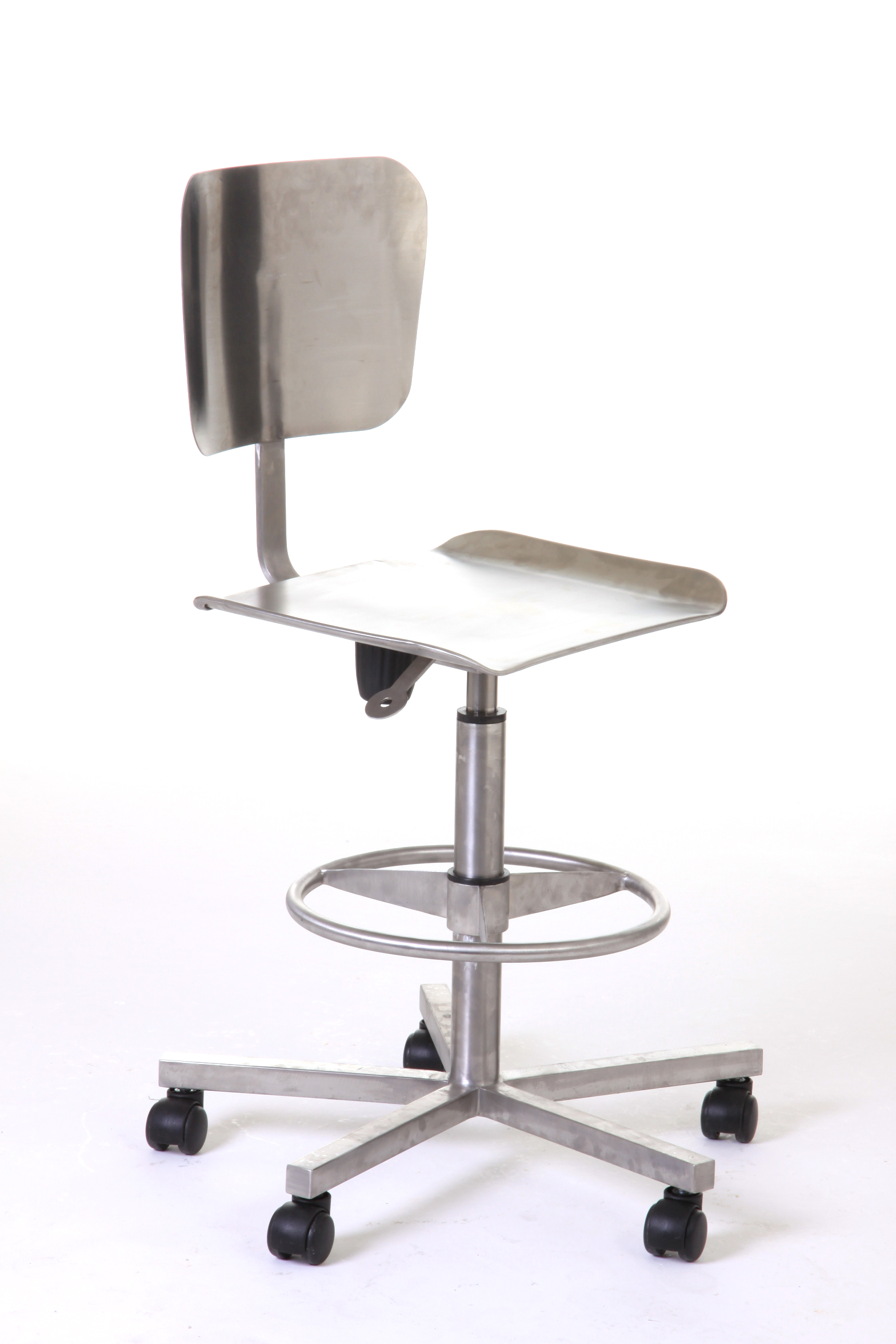
オーステナイト系ステンレス鋼（AISI 304）製の椅子

オーステナイト系ステンレス鋼（オーステナイトけいステンレスこう）とは、常温でオーステナイトを主要な組織とするステンレス鋼である。ステンレス鋼種の中で最も一般的で、各種用途に幅広く使われている。ステンレス鋼の金属組織別分類の1つで、オーステナイト系ステンレス鋼の他には、「マルテンサイト系ステンレス鋼」「フェライト系ステンレス鋼」「オーステナイト・フェライト系ステンレス鋼」「析出硬化系ステンレス鋼」の合計５つがある。工業材料として最初にオーステナイト系ステンレス鋼を発明したのはドイツのクルップ社のベンノ・シュトラウスとエドゥアルト・マウラーで、1912年に特許出願された。
オーステナイト系は、ステンレス鋼の耐食性を生み出す主元素であるクロム、オーステナイトを安定させるニッケルを主成分として含み、「クロム・ニッケル系ステンレス鋼」に分類される。クロムを 18%（質量パーセント濃度）、ニッケルを 8% 含む18Cr-8Niステンレス鋼がオーステナイト系の代表的・標準的な鋼種で、日本産業規格に制定されているものとしてはSUS304に相当する。
具体的な組成や製造過程によるが、オーステナイト系の耐食性はステンレス鋼の中で高価な部類に入る。延性に優れ、極低温環境でも脆化の程度は小さい。高温環境でも他のステンレス鋼種と比較して強度低下は小さい。塑性加工を加えることでマルテンサイト変態を起こす性質を持ち、これを利用したオーステナイト系の高強度鋼種もある。通常、固溶化熱処理して実用に供される。切削加工においては被削性はやや劣る。ある高温度域に一定時間晒されると耐食性が低下する鋭敏化という現象があり、オーステナイト系の溶接や熱処理においては注意を要する。

## 組成と組織

鉄・ニッケルの2元合金状態図。ニッケル濃度が上がるにつれて γ（オーステナイト）の存在領域が広がる。

オーステナイト系ステンレス鋼とは、常温での金属組織がオーステナイトとなるステンレス鋼である。ステンレス鋼とはクロムを 10.5%以上（質量パーセント濃度）含む合金鋼で、含有されるクロムによってステンレス鋼の耐食性が実現される。純鉄では、金属組織がオーステナイト（γ鉄）となるのは高温状態のみで、常温ではフェライト組織（α鉄）である。純鉄にクロムを加えることにより、オーステナイトが安定的に存在する最低温度は約 830 ℃ まで広がる。しかし、クロム含有量が約 7% を超えると、オーステナイトが存在する温度領域は逆に小さくなり、クロム含有増加に伴って最終的にはオーステナイトの存在領域は消滅する。一方、ニッケルを純鉄に加えると、オーステナイトが存在する温度領域は大きく広がり、オーステナイトが安定的に存在する最低温度はニッケル 30% では約 500 ℃ まで広がる。
ニッケルのようなオーステナイトの存在範囲を広げる元素をオーステナイト生成元素と呼び、クロムのようなフェライトの存在領域を広げる元素をフェライト生成元素と呼ぶ。オーステナイト系は、クロムの他にオーステナイト生成元素のニッケルを主成分として含むため、クロム・ニッケル系ステンレス鋼（Cr-Ni系ステンレス鋼）に分類される。オーステナイト系の標準鋼種として挙げられるのがクロム約 18%、ニッケル約 8% を含むものである。これはJIS規定の鋼種では SUS304 や SUS302 に相当し、18Cr-8Niステンレス鋼、18-8ステンレス鋼、18Cr‐8Ni系としても知られる。
工業規格に規定されているオーステナイト系標準鋼の組成の例を、以下の表に示す。
| 規格 | 材料記号     | C         | Mn        | P          | S          | Si        | Cr           | Ni          | N         |
| ---- | ------------ | --------- | --------- | ---------- | ---------- | --------- | ------------ | ----------- | --------- |
| ISO  | X5CrNi18-10  | 0.07 以下 | 2.00 以下 | 0.045 以下 | 0.030 以下 | 1.00 以下 | 17.5– 19.5   | 8.0– 10.5   | 0.11 以下 |
| EN   | 1.4301       | 0.07 以下 | 2.00 以下 | 0.045 以下 | 0.030 以下 | 1.00 以下 | 17.0– 19.5   | 8.0– 10.5   | 0.11 以下 |
| ASTM | 304 (S30400) | 0.08 以下 | 2.00 以下 | 0.045 以下 | 0.030 以下 | 0.75 以下 | 17.5– 19.5   | 8.0– 10.5   | 0.10 以下 |
| JIS  | SUS304       | 0.08 以下 | 2.00 以下 | 0.045 以下 | 0.030 以下 | 1.00 以下 | 18.00– 20.00 | 8.00– 10.50 | -         |

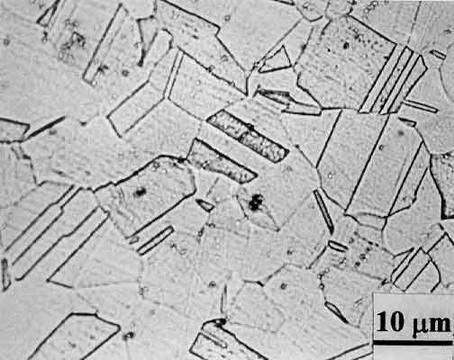
オーステナイト系ステンレス鋼AISI304の金属組織顕微鏡写真。組織中の角ばった模様は双晶。

ステンレス鋼の組織は、フェライト生成元素とオーステナイト生成元素のバランスと、加える熱処理などによる熱履歴で決まる。オーステナイト系はオーステナイト生成元素を含むため、オーステナイトが常温で存在できる。
よく使われてる18Cr-8Niステンレス鋼の場合、厳密には高温状態でもオーステナイト単相ではない。シェフラーの組織図によれば、フェライトが約 5–10% 存在するオーステナイトとフェライトの二相組織となっている。しかし、炭素や窒素などのその他のオーステナイト生成元素の作用により、常温ではオーステナイト単相となる。他のオーステナイト系鋼種も高温ではフェライトをいくらか含み、添加元素を増やした鋼種で高温でもオーステナイト単相となる。

### オーステナイト安定度
オーステナイトが常温でも安定に存在するのがオーステナイト系ステンレス鋼であるが、オーステナイト系であっても、オーステナイトが常温で熱学的に安定ではない鋼種も多い。そのような鋼種の場合、常温ではオーステナイトの自由エネルギーと比較してマルテンサイトの自由エネルギーが小さい状態にある。そのため、常にマルテンサイト変態が起ころうとする駆動力がオーステナイトに働いている。しかし、駆動力が実際に変態を起こすのに充分ではないため、マルテンサイト変態が起きず、オーステナイトの状態が保たれている。このような熱力学的に不安定な状態のオーステナイトを準安定オーステナイトと呼ぶ。準安定オーステナイトであっても、常温長期間放置中に勝手に相変態を起こして平衡状態に達するようなことはない。

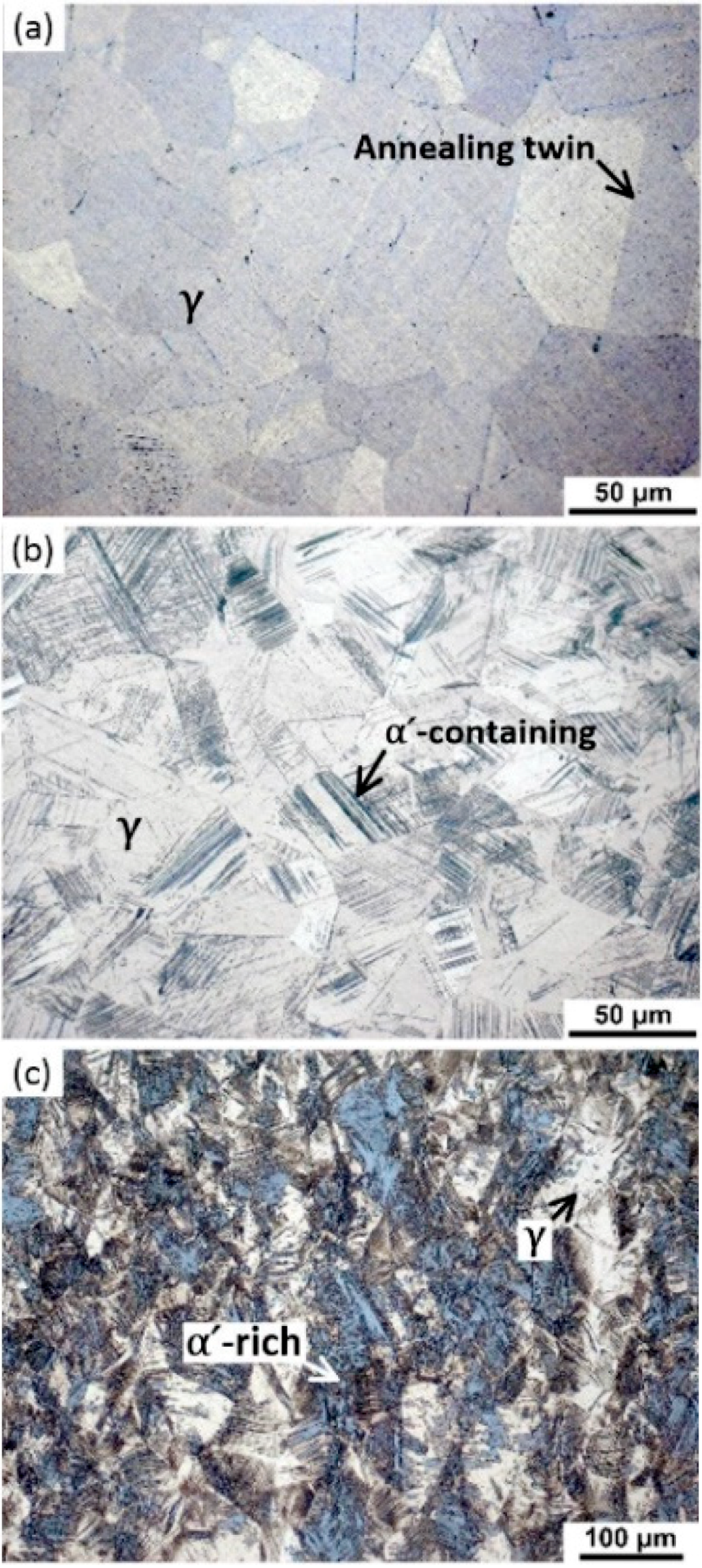
塑性予ひずみを受けてマルテンサイト変態を起こした304Lの組織。(a)が予ひずみ無し、(b)が予ひずみ10%、(b)が予ひずみ30%の状態で、予ひずみの増加に従ってオーステナイト(γ)中にマルテンサイト(α′)が現れている。

しかし、組織中の準安定オーステナイトに塑性変形が加わると、準安定オーステナイトの一部または全部がマルテンサイト変態を起こす。塑性変形による力学的な仕事が加わることでマルテンサイト変態を起こすための駆動力を満たし、このようなマルテンサイト変態が生じる。外力が加わることによって発生するマルテンサイト変態を加工誘起マルテンサイト変態、そのマルテンサイトを加工誘起マルテンサイトと呼ぶ。次の実験式が、それぞれの材料の組成から加工誘起マルテンサイト変態に対するオーステナイト安定度の目安を与える。
Md30 = 551 − 462 × (C + N) − 9.2 × Si − 8.1 × Mn − 13.7 × Cr − 29 × (Ni + Cu) − 18.5 × Mo − 68 × Nb − 1.42 × (ν − 8.0)
ここで、Md30 は 30% のひずみを与えた時に 50% の加工誘起マルテンサイトが発生する温度（℃）である。C, N, Si, Mn, Cr, Ni, Cu, Mo, Nb は各元素量（mass%）で、ν はASTM規格の結晶粒度番号である。材料の Md30 の値が小さいほどオーステナイトは安定といえる。
あるいは、組織中の準安定オーステナイトは、極低温まで冷やされた場合も、準安定オーステナイトの一部または全部がマルテンサイト変態を起こす。この場合は、マルテンサイト変態が自動的に開始する温度（Ms点）がオーステナイト安定度の目安である。オーステナイト系に関して各合金元素量からMs点を予測する実験式として、
Ms = 502 − (810 × C + 1230 × N + 13 × Mn + 30 × Ni + 12 × Cr + 54 × Cu + 46 × Mo)
がある。ここで、Ms はMs点（℃）で、C, N, Mn, Ni, Cr, Cu, Mo は各元素量（mass%）である。具体的なMs点としては、17Cr-7Ni の SUS301 で約−10 ℃、18Cr-8Ni の SUS304 で約−50 ℃、25Cr-20Ni の SUS310S で約−150 ℃ 以下である。
加工誘起マルテンサイト変態や低温でのマルテンサイト変態を起こすオーステナイト系ステンレス鋼は、準安定オーステナイト系ステンレス鋼と呼ばれる。一方、オーステナイト安定度が高い場合は加工を施してもオーステナイトが保たれる。このようなオーステナイト系の鋼種は安定オーステナイト系ステンレス鋼と呼ばれる。あるいは、加工誘起マルテンサイト変態を起こしやすいものを「不安定」、加工誘起マルテンサイト変態を起こさないものを「安定」、不安定と安定の中間ぐらいのものを「準安定」と呼び、オーステナイト系を分類することもある。オーステナイト系標準鋼種の18Cr-8Niステンレス鋼は準安定オーステナイト系ステンレス鋼に相当する。JISでは、SUS301が不安定、SUS310Sが安定のオーステナイト系鋼種である。それぞれの組成例を以下の表に示す。
| 規格 | 材料記号     | C          | Mn        | P          | S          | Si        | Cr           | Ni         | N         | Mo        |
| ---- | ------------ | ---------- | --------- | ---------- | ---------- | --------- | ------------ | ---------- | --------- | --------- |
| ISO  | X5CrNi17-7   | 0.07 以下  | 2.00 以下 | 0.045 以下 | 0.030 以下 | 1.00 以下 | 16.0– 19.0   | 6.0– 8.0   | 0.11 以下 | -         |
| EN   | 1.4310       | 0.05– 0.15 | 2.00 以下 | 0.045 以下 | 0.015 以下 | 2.00 以下 | 16.0– 19.0   | 6.0– 9.5   | 0.11 以下 | 0.80 以下 |
| ASTM | 301 (S30100) | 0.15 以下  | 2.00 以下 | 0.045 以下 | 0.030 以下 | 1.00 以下 | 16.0– 19.0   | 6.0– 8.0   | 0.10 以下 | -         |
| JIS  | SUS301       | 0.15 以下  | 2.00 以下 | 0.045 以下 | 0.030 以下 | 1.00 以下 | 16.00– 18.00 | 6.00– 8.00 | -         | -         |

| 規格 | 材料記号     | C         | Mn        | P          | S          | Si        | Cr           | Ni           | N         |
| ---- | ------------ | --------- | --------- | ---------- | ---------- | --------- | ------------ | ------------ | --------- |
| ISO  | X8CrNi25-21  | 0.10 以下 | 2.00 以下 | 0.045 以下 | 0.015 以下 | 1.50 以下 | 24.0– 26.0   | 19.0– 22.0   | 0.11 以下 |
| ASTM | 310 (S31008) | 0.08 以下 | 2.00 以下 | 0.045 以下 | 0.03 以下  | 1.50 以下 | 24.0– 26.0   | 19.0– 22.0   | -         |
| JIS  | SUS310S      | 0.08 以下 | 2.00 以下 | 0.045 以下 | 0.030 以下 | 1.50 以下 | 24.00– 26.00 | 19.00– 22.00 | -         |

## 特性

### 物理的性質
オーステナイト系ステンレス鋼は、一般的な普通鋼、フェライト系ステンレス鋼やマルテンサイト系ステンレス鋼と異なり、面心立方格子構造を有するオーステナイト相で組織が構成される。このことによって、オーステナイト系の物理的特性の傾向は、同じステンレス鋼の仲間であるフェライト系やマルテンサイト系とは異なる部分が多い。
まず、一般的な鉄鋼材料と異なるのはオーステナイト系は非磁性（常磁性）材料であり、磁石に付かない。これはオーステナイト系が面心立方格子構造であることに由来し、銅やチタンなどの他の面心立方格子構造材料と同様である。この非磁性という特徴が、電気電子部品での使用などオーステナイト系の使い道の選択肢を与えている。SUS304 の場合で透磁率は約 1.3 × 10−6 (H/m) 程度である。ただし、上記のとおりオーステナイト系であって冷間加工などによりマルテンサイトを有するようになるので、冷間加工したオーステナイト系では磁性を示すことがある。合金元素量を増やした安定オーステナイト系では冷間加工しても非磁性が保たれる。電気抵抗は、マルテンサイト系、フェライト系、オーステナイト系の標準的鋼種同士で比べるとオーステナイト系の電気抵抗がもっとも高い。これは含有される合金元素の量が多いほど抵抗が増えることによる。SUS304 の場合で、常温の比抵抗は 72 × 10−8 Ω·m 程度である。
ステンレス鋼の密度は鋼種間での差はあまりないが、炭素鋼、フェライト系、マルテンサイト系よりもオーステナイト系の密度はやや大きい。SUS304 の場合で常温の密度は 7930 kg/m3 程度である。これに対して、軟鋼の常温密度は 7860 kg/m3 程度となっている。常温の縦弾性係数は SUS304 で 193 GPa 程度である。軟鋼の場合は 206 GPa 程度である。
熱伝導率も、電気抵抗と同様に合金元素の含有量に関係し、合金元素の含有量が多いほど熱伝導率が低くなる。オーステナイト系の熱伝導率は軟鋼の1/5から1/6程度で、SUS304 で 16 (W/m·K) 程度である。熱膨張率は結晶構造に依存し、ステンレス鋼の中でオーステナイト系の熱膨張率が最も大きい。SUS304 の 0–100 ℃ での線膨張係数が 17.3 × 10−6 K−1 程度である。ステンレス鋼の比熱は鋼種間で大差はない。オーステナイト系の比熱は、軟鋼のおおよそ1.1倍程度である。SUS304 の場合で、0–100 ℃ 間の比熱が 0.50 (J/kg·K) 程度である。

### 耐食性

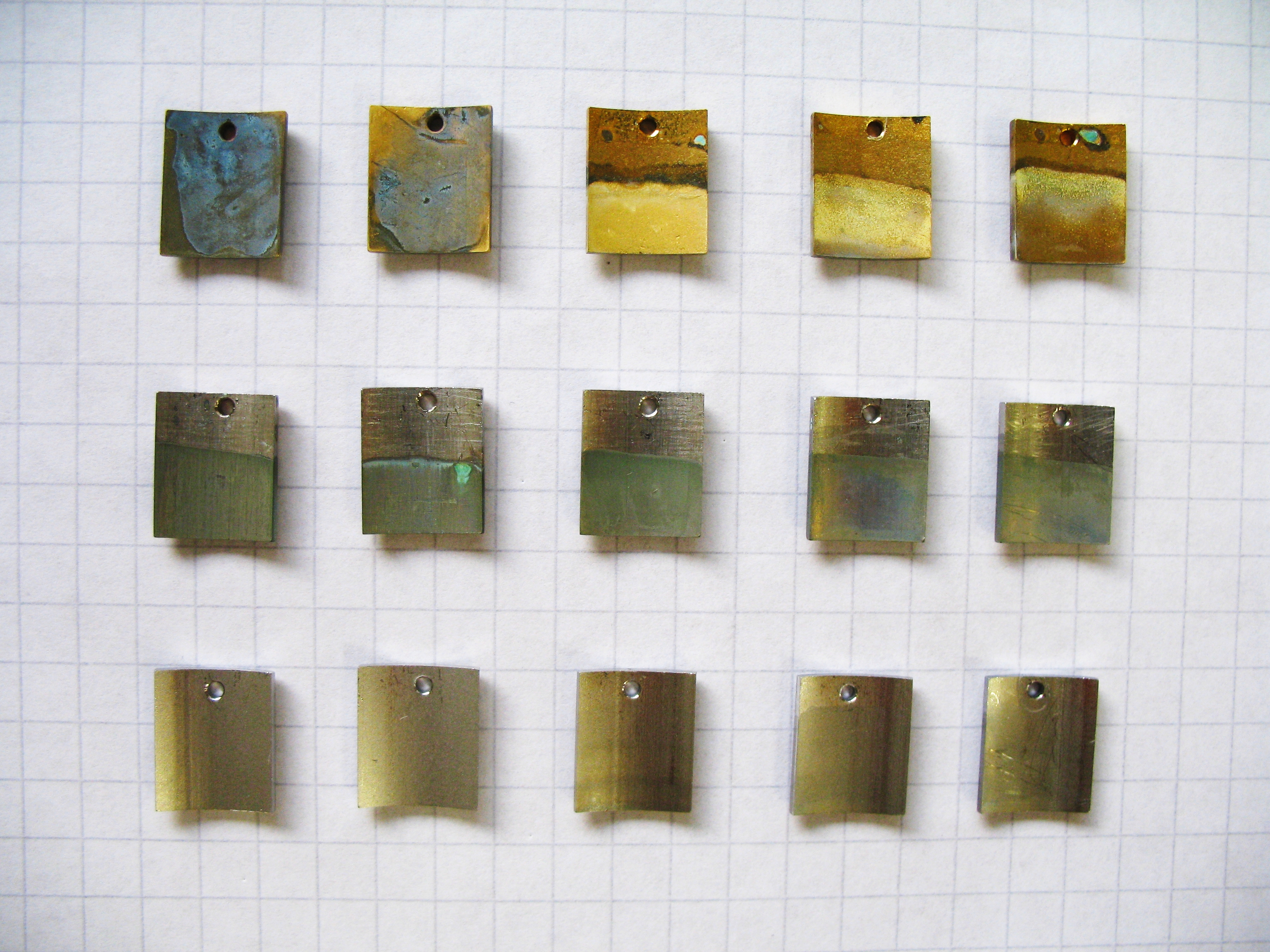
3.5%NaCl水溶液中に2週間浸した合金。下段が304系で、上段はアルミニウム黄銅、中段は白銅。

ステンレス鋼の組織別種類の中で、オーステナイト系ステンレス鋼の耐食性は高い部類に位置付けられる。具体的な鋼種や製造過程によって異なるが、おしなべて言えば、オーステナイト系の耐食性はフェライト系とマルテンサイト系より高く優れる。オーステナイト系の標準鋼種である SUS304 は中位レベルの耐食性を持つ。ステンレス鋼の耐食性は材料表面に存在する不働態被膜によるものであるが、クロム・ニッケル・鉄合金の不働態被膜は、クロム・鉄合金よりも高い修復力を持つ。一般的に、不働態になるためには臨界不動態化電流密度と呼ばれる電流ピークを超える必要がある。ニッケルがクロム・鉄合金に添加されると、臨界不動態化電流密度が下がり、再不動態化しやすくなる。
ステンレス鋼は優れた耐食性を持つが、使用環境によってはステンレス鋼でも腐食は発生する。全面腐食については、SUS304 相当の材料であれば大気中、淡水中、中性塩環境中、アルカリ環境中で良好な耐食性を示す。硫酸中では、一部の硫酸濃度範囲に対してのみ耐えることができるが、ほとんどの濃度の硫酸に対して腐食が進む。モリブデンや銅を加えると、硫酸に対しても耐食性が増す。304系よりも耐食性に優れたオーステナイト系鋼種としては、18Cr-11Ni-2Mo の316系が広く利用されている。モリブデンを 2–3% 添加してニッケル含有量を高めた鋼種で、304系では厳しい環境で利用される。316系の組成の例を、以下の表に示す。
| 規格 | 材料記号        | C         | Mn        | P          | S          | Si        | Cr           | Ni           | N         | Mo         |
| ---- | --------------- | --------- | --------- | ---------- | ---------- | --------- | ------------ | ------------ | --------- | ---------- |
| ISO  | X5CrNiMo17-12-2 | 0.07 以下 | 2.00 以下 | 0.045 以下 | 0.030 以下 | 1.00 以下 | 16.5– 18.5   | 10.0– 13.0   | 0.11 以下 | 2.0– 3.0   |
| EN   | 1.4401          | 0.07 以下 | 2.00 以下 | 0.045 以下 | 0.030 以下 | 1.00 以下 | 16.5– 18.5   | 10.0– 13.0   | 0.11 以下 | 2.00– 2.50 |
| ASTM | 316 (S31600)    | 0.08 以下 | 2.00 以下 | 0.045 以下 | 0.030 以下 | 0.75 以下 | 16.0– 18.0   | 10.0– 14.0   | 0.10 以下 | 2.00– 3.00 |
| JIS  | SUS316          | 0.08 以下 | 2.00 以下 | 0.045 以下 | 0.030 以下 | 1.00 以下 | 16.00– 18.00 | 10.00– 14.00 | -         | 2.00– 3.00 |

ステンレス鋼の腐食において特に問題になるのは、孔食や粒界腐食といった局部腐食である。孔食とは、材料の一部が小さな穴状に腐食が進む腐食形態である。孔食に対する耐性を材料ごとに比較する指標として耐孔食性指数（PREN）がある。耐孔食性指数の計算式の1つは
PREN = Cr + 3.3 × Mo + n × N
という形で与えられる。ここで、Cr, Mo, N は各元素の質量パーセント濃度で、n は鋼種や研究者によって異なる係数である。n の値が大きいほど窒素 (N) の含有量に比して耐孔食性が向上する。フェライト系が n = 0、二相系が n = 16 が適当とされるのに対して、オーステナイト系では n = 30 が適当とされ、オーステナイト系では窒素添加によって大きな耐孔食性向上が期待できる。また、オーステナイト組織はモリブデン (Mo) と窒素 (N) の固溶限が大きいため、耐孔食性指数を高くすることできる。

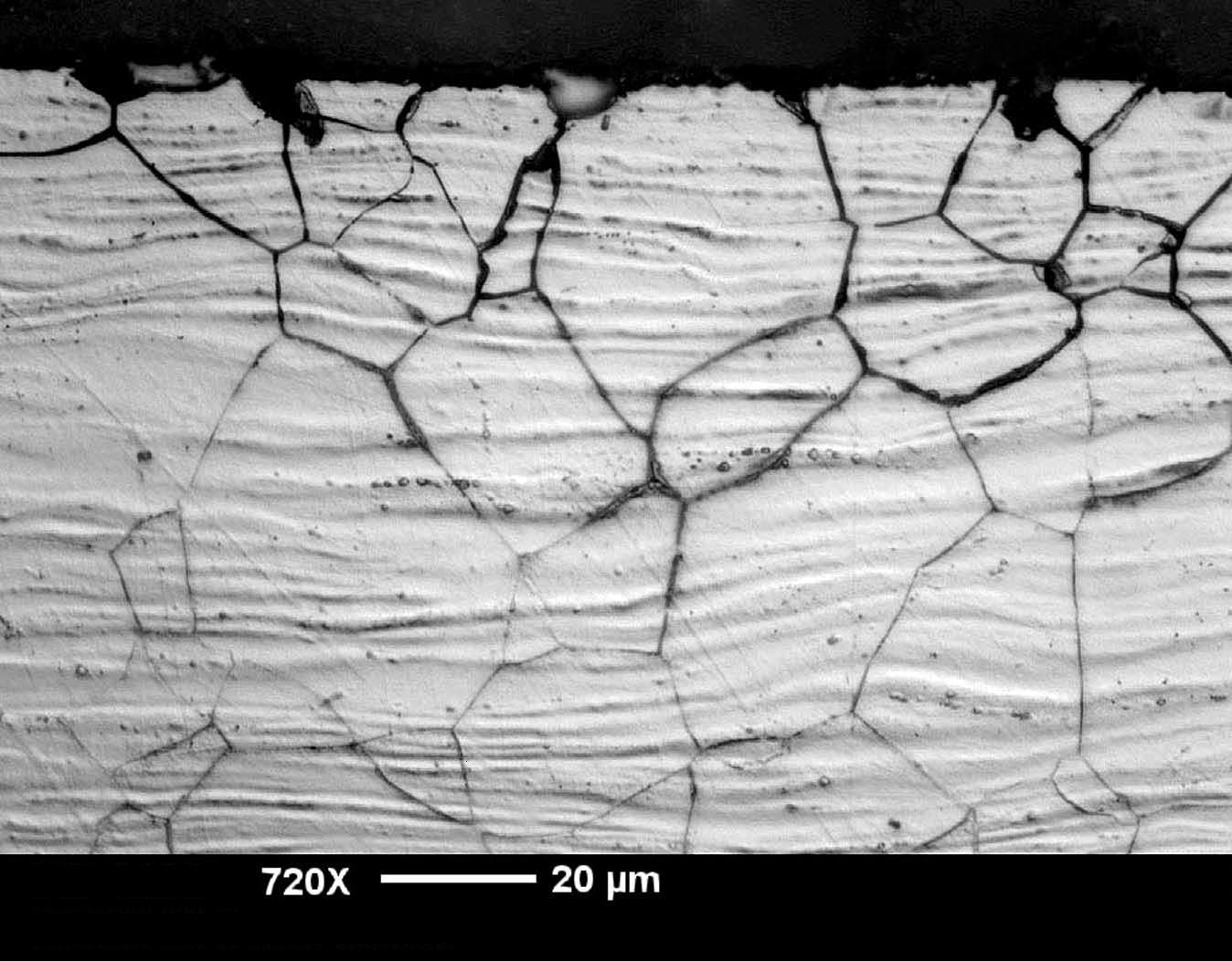
オーステナイト系ステンレス鋼の粒界腐食の様子

粒界腐食とは、組織中の結晶粒界が優先的に腐食する現象で、オーステナイト系では鋭敏化によって引き起こされる。鋭敏化とは、オーステナイト系が 450 ℃ から 850 ℃ の温度に晒された時に、基地中のクロムがクロム炭化物となって析出し、クロム欠乏層が生じて耐食性が低下する現象である。一般に、炭素はクロムと結合しやすい性質を持っている。常温のオーステナイトでは過飽和に固溶されている炭素が、加熱されることでクロムと結合し、クロム炭化物 (Cr23C6) が結晶粒界に析出する。組成的に鋭敏化を防ぐには、炭素量の極小化、あるいはチタンやニオブなどの合金元素添加が有効である。後者のような合金元素を添加することで、優先的にそれら添加合金元素と炭素の炭化物を形成させ、クロム炭化物の析出を防ぐことができる。このようなチタンやニオブを添加することで鋭敏化への対策を取った鋼種を、安定化オーステナイト系ステンレス鋼と呼ぶ。
また、オーステナイト系は応力腐食割れが起きやすい。応力腐食割れへの感受性に関していえば、オーステナイト系の応力腐食割れ感受性はフェライト系よりも劣り、塩化物イオン環境で発生する。オーステナイト系の湿食事故の原因として、応力腐食割れの割合が高いことが知られている。オーステナイト系を使用した熱交換器などで、高温高圧の塩化物水溶液によって応力腐食割れが発生する事例がある。また、鋭敏化したオーステナイト系は、粒界腐食だけでなく応力腐食割れも起こしやすくなる。

### 機械的性質
オーステナイト系ステンレス鋼の機械的性質は、普通鋼やフェライト系と比較すると、降伏点と比較して引張り強さが高く、延性に富むのが特徴である。固溶化・冷延薄板の SUS 304 の場合で、0.2%耐力が約 250 MPa に対して、引張り強さが約 630 MPa である。硬さは約 160 HV である。フェライト系などとは異なり、応力-ひずみ曲線上で明確な降伏点を示さない。
延性の程度を示す伸びは、同じく固溶化・冷延薄板の SUS 304 の場合で 約 60% である。オーステナイト系の高い延性は、加工誘起マルテンサイト変態によって生み出される。一般的な鉄鋼材料や安定なオーステナイトを引張試験をすると、試験片はある程度まで均一変形にして伸びた後、一部分が括れ出し、その括れに変形が集中して破壊に至る。一方、準安定オーステナイトの場合、発生した括れ箇所に加工誘起マルテンサイト変態が起き、その箇所が強化される。それによって、括れ箇所の代わりに他の箇所で変形が進む。結果的に、破断までに大きく一様に伸びることができる。このような加工誘起マルテンサイト変態によって伸びが増大する現象を変態誘起塑性と呼ぶ。
加工誘起マルテンサイト変態によって、オーステナイト系を高強度化することもできる。JIS や AISI の301系が、加工硬化による高強度オーステナイト系の代表例である。圧延率に比例して強度を上昇させることができ、最大で 1800  MPa 程度までの引張り強さが得られる。一方で、圧延率に比例して伸びは落ちる。しかし、ある程度までの圧延率ならば充分な伸びを保ち、加工硬化後もそのまま成形して製品に使用できるのがオーステナイト系の優れた点でもある。SUS301調質圧延1/2材の場合で、0.2%耐力が約 760 MPa、引張り強さが約 1030 MPa、伸びが約 24%、硬さが約 320 HV である。
他のオーステナイト系の強化法としては、固溶硬化作用のある炭素と窒素の添加が有効である。とくに窒素の添加がよく行われる。炭素と異なり、窒素添加には耐粒界腐食性への悪影響がないという利点がある。また、窒素はオーステナイト生成元素であるため、高価なニッケルを代替することもできる。
オーステナイト系は、高温および低温環境下でも機械的強度を使用可能な範囲で保つことができ、耐熱性・耐寒性に優れた合金でもある。一般的な炭素鋼は高温になればなるほど強度が低下するが、ステンレス鋼は急激に強度が低下を開始する温度が高いという特徴を持つ。特にオーステナイト系はステンレス鋼の中でも強度低下開始温度が高い。オーステナイト系の急激な強度低下の開始温度はおおよそ 600 ℃ である。クリープ強度もオーステナイト系はフェライト系などと比較して高い。オーステナイトは面心立方格子構造を取り、面心立方格子はフェライト系の体心立方格子よりも原子の拡散速度が遅い。これによって、オーステナイト系の高温強度が高い。この特徴により、耐酸化性の高さと合わせてオーステナイト系は耐熱材料としてもよく活用される。さらにオーステナイト系の高温強度を高めるには、モリブデン、ニオブ、チタンの添加が有効である。
また、低温環境下においてもオーステナイト系の機械的性質は優れる。一般的な鉄鋼材料では、低温になるほど延性が低下して脆くなる。特に、ある温度を下回ると脆化が急速に進む延性-脆性遷移温度と呼ばれるものが存在する。オーステナイト系の場合は、明確な延性脆性遷移温度は存在せず、極低温でもある程度の延性を保つ。このような温度依存の傾向の違いは、オーステナイト系が面心立方格子構造であることによる。低炭素鋼の場合では −269 ℃ で伸び|は 0% となるが、304系では伸び約 30% を維持する。このような特性から、オーステナイト系は低温環境用の材料として重宝される。ただし、材料基地にフェライトが混ざったり、炭化物が析出していると、オーステナイト系であっても伸びが低下することがある。オーステナイト系の低温強度を制御する合金元素としては、窒素の添加が有効である。

## 加工

### 塑性加工
オーステナイト系ステンレス鋼は加工硬化度が大きいのが特徴である。このため、板金プレス加工の張出し加工については、フェライト系よりもオーステナイト系が成形性に優れる。曲げ加工でも、延性が高いため、小さな曲げRでも割れが起きづらい。一方、オーステナイト系の加工硬化度が大きいため、曲げ加工時にはフェライト系よりもスプリングバックが大きい。そのため、狙いの曲げ角度を出すのに工夫を要することもある。
また絞り加工では、SUS304 の場合で限界絞り比は約2.5で、深絞り可能な材料である。ただし、オーステナイト系を深絞りした場合、加工直後から数か月後の間に割れが自然と発生することがある。この現象は置割れや時期割れと呼ばれ、不安定または準安定オーステナイト系で起こる。原因は未だ確定されていないが、材料中の水素が主原因と考えられている。オーステナイト系の絞り加工の成形限界に対しては、温間加工の利用が対策として存在する。これは、フランジ部近辺を 50–200 ℃ に温め、ポンチ頭部近辺は 0–20 ℃ に維持してプレスを行う手法で、加工誘起マルテンサイト変態を起こすオーステナイト系で最も改善の効果が大きい。
また、オーステナイト系で厳しい塑性加工をすると金型との焼きつきが起きることがある。これは、オーステナイト系の熱伝導率の低さが主原因と考えられている。

### 切削加工
オーステナイト系ステンレス鋼の被削性は普通鋼よりも劣り、さらにはフェライト系やマルテンサイト系よりも悪い。一般に加工硬化性が強い材料ほど削りにくく、加工硬化性が強いオーステナイト系もまた切削しづらい材料である。また、切削面を荒らす構成刃先が生じやすい。
削りやすさの指標である被削性指数でいえば、軟鋼が 70 程度であるのに対し、SUS304 は 35 程度である。硫黄やセレンを含ませることでステンレス鋼の被削性を改善でき、そのような鋼種は快削ステンレス鋼と呼ばれる。オーステナイト系についても、快削ステンレス鋼の種類が規格化されている。

### 熱処理
オーステナイト系ステンレス鋼に施される熱処理としては、固溶化熱処理、応力除去焼なまし、安定化処理の3つである。マルテンサイト系のように焼入れで硬化させることはできない。
固溶化熱処理（または固溶化処理、溶体化処理）は高温にして急冷させる処理で、大抵のオーステナイト系には施される。高温にすることによってクロム炭化物や窒化物をオーステナイト基地組織に固溶させ、そこから急冷して完全なオーステナイト組織を得る。これによって耐食性が向上し、特に鋭敏化を抑えることができる。加工硬化も同時に除去することができる。固溶化熱処理の温度は炭素と窒素の固溶温度に依存する。一般的に 1000 ℃ 以上まで昇温させる。前述の鋭敏化が起きる温度範囲を急冷で通過させる必要がある。
応力除去焼なましは高温に加熱することで加工や溶接による残留応力を除去するための熱処理で、オーステナイト系の場合は 800 ℃ 程度に加熱後急冷する。残留応力は応力腐食割れの助長し、絞り加工時には置割れを起こす可能性があるため、それらの懸念がある場合に行われる。安定化処理は安定化オーステナイト系鋼種に対して行われる熱処理で、チタンやニオブの安定化元素の炭化物を確実に安定させるために行われる。固溶化熱処理後に行い、850–930 ℃ に加熱して水冷する。

### 溶接

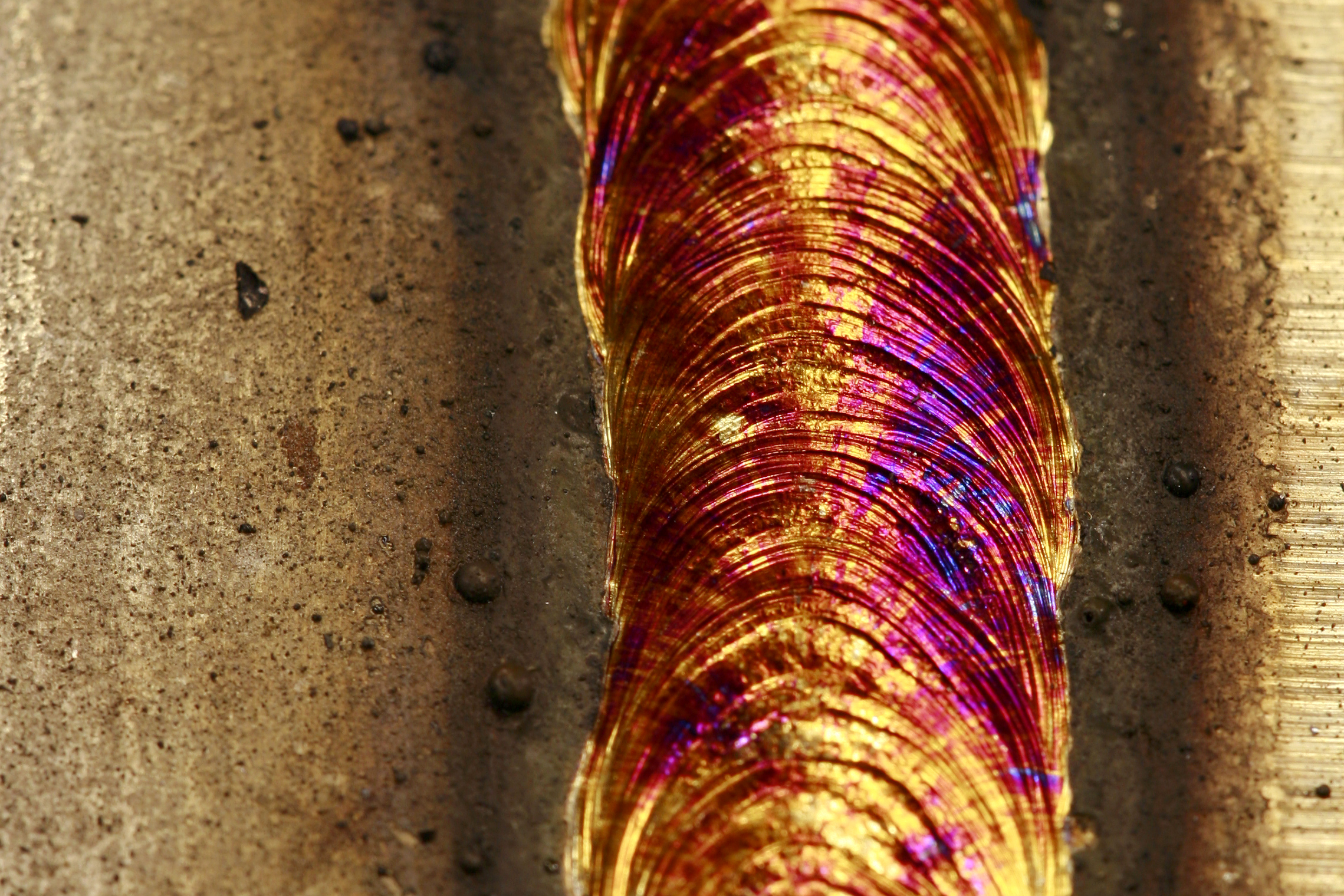
被覆アーク溶接した AISI 316L の溶接ビードの様子

オーステナイト系ステンレス鋼は、フェライト系やマルテンサイト系と比べると、溶接の難度は全般的に低い材料である。一般的な炭素鋼と同程度に、オーステナイト系の溶接は比較的容易といわれる。オーステナイト系を溶接する時の問題点として、高温割れが起きやすいことが挙げられる。高温割れは、金属凝固時に低融点化合物が粒界に析出することよって主に生じる。溶接では溶接対象と同じ材料を使って溶接するのが原則だが、フェライトをいくらか含む溶接材料を使用すると高温割れが起きにくい。そのため、フェライト 5–10% 程度が含まれる溶接材料が被覆アーク溶接などで利用される。標準鋼種である SUS304 が高温で数%のフェライト相が現れるような組成を持っているのも、高温割れ防止のためである。一方、溶接金属中のフェライトはσ相に変わりσ脆化の原因となるため、フェライト量は少ない方が望ましい。
オーステナイト系は延性が高いため、拘束による溶接割れは起きにくい。また、予熱は鋭敏化を起こす可能性を高める。そのため、通常は予熱せずに溶接する。ただし、オーステナイト系は線膨張係数が高く、溶接変形は起きやすい。また、オーステナイト系の熱伝導率が小さいことと線膨張係数が大きいことに起因して、溶接時には残留応力が発生しやすい。この溶接残留応力が原因となって、使用中に応力腐食割れを起こす事例もある。
溶接熱影響部で鋭敏化が生じることもオーステナイト系を溶接する上での問題点である。これによって溶接熱影響部で粒界腐食が進むことがあり、ウェルドディケイ(weld decay) と呼ばれる。ウェルドディケイをできるだけ避けるためには、入熱量の小さい溶接法を選ぶ、溶接後に固溶化熱処理を施す、安定化オーステナイト系ステンレス鋼を製品材料に選ぶ、などの方法がある。

## 用途例
オーステナイト系ステンレス鋼は、ステンレス鋼の中でも最も広く使われている鋼種であり、家庭用品、建築用、自動車部品、化学工業、食品工業、発電などで広く用いられてる。年間生産量においても、ステンレス鋼中で最大の鋼種である。オーステナイト系はニッケルなどの高価な元素を多く含んでおり、さらに非磁性を利用して他の鉄スクラップと分別しやすいため、スクラップとしての回収率も高く、リサイクルが進んでいる。

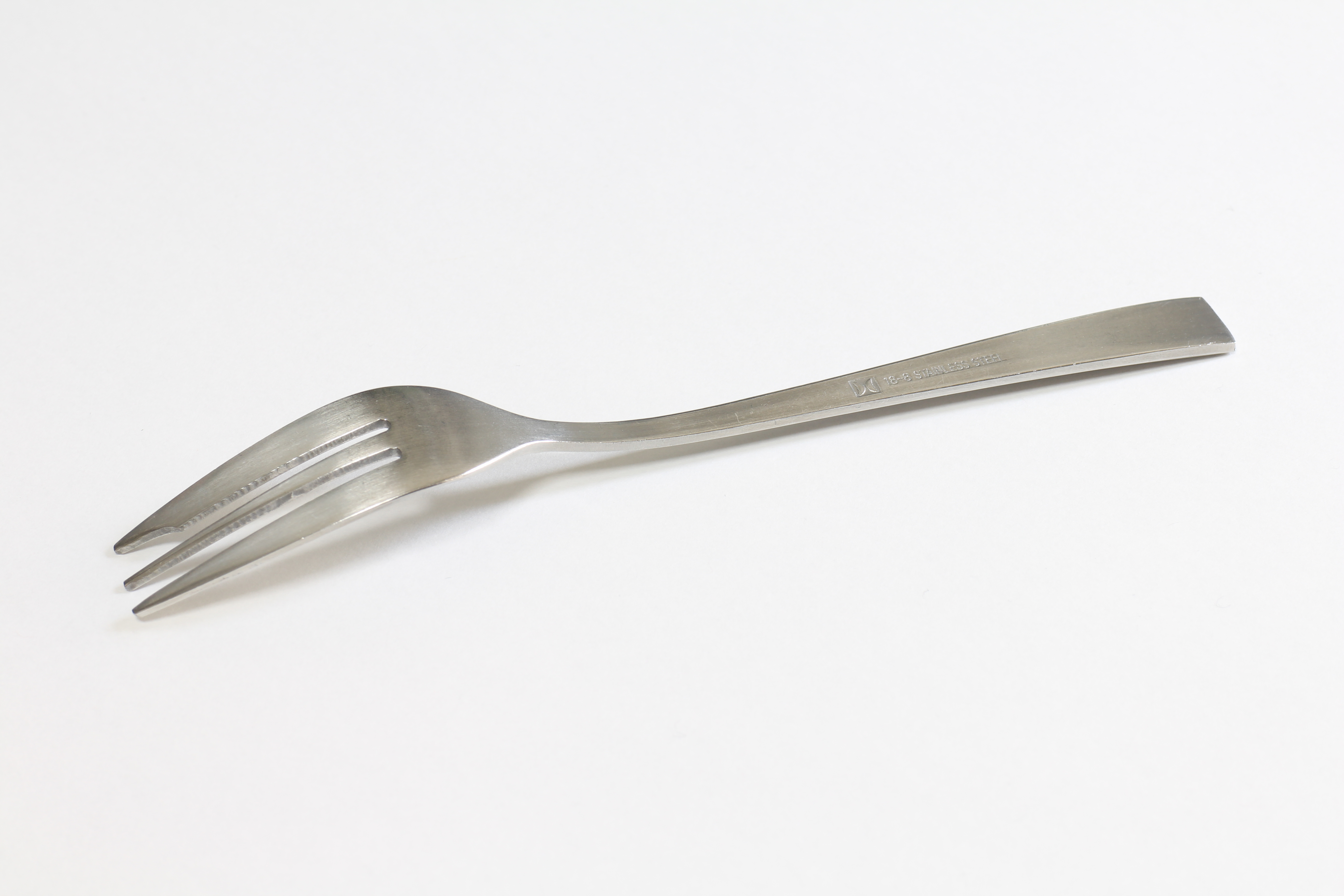
18-8オーステナイト系ステンレス鋼のフォーク

身近なステンレス鋼製品としては食卓用のカトラリーが挙げられる。ナイフの刃は硬度が必要なためマルテンサイト系ステンレス鋼で造られることが多いものの、一部の製品はオーステナイト系でも造られている。フォーク・スプーンは、マルテンサイト系もあるが、オーステナイト系の製品が一般的である。これらのカトラリー製品には何の種類のステンレス鋼種が使われているか記されていることが一般的で、"18-8"あるいは"18/8"、"18-10"あるいは"18/10"といった記号がオーステナイト系製であることを示している。
家庭用・業務用ともに、厨房器具でもステンレス鋼が多用されている。家庭用調理器具は高級志向もあってオーステナイト系が主流である。流し台には防食のためにステンレス鋼使用が一般的で、廉価な製品にはフェライト系が使われることもあるが、オーステナイト系製も多い。IH用の調理器具にオーステナイト系を使用する場合は、IH用には磁性体材料が有利なため、普通鋼とオーステナイト系を接合させてクラッド鋼として使われる。
快削ステンレス鋼が活用されているものとしては、細かい穴あけやねじ切りが必要な腕時計の部品で、モリブデンを加えて快削性と耐食性を両立した鋼種が使われている。また、電子部品用のガイドピンなどもオーステナイト系快削鋼を用いている例である。

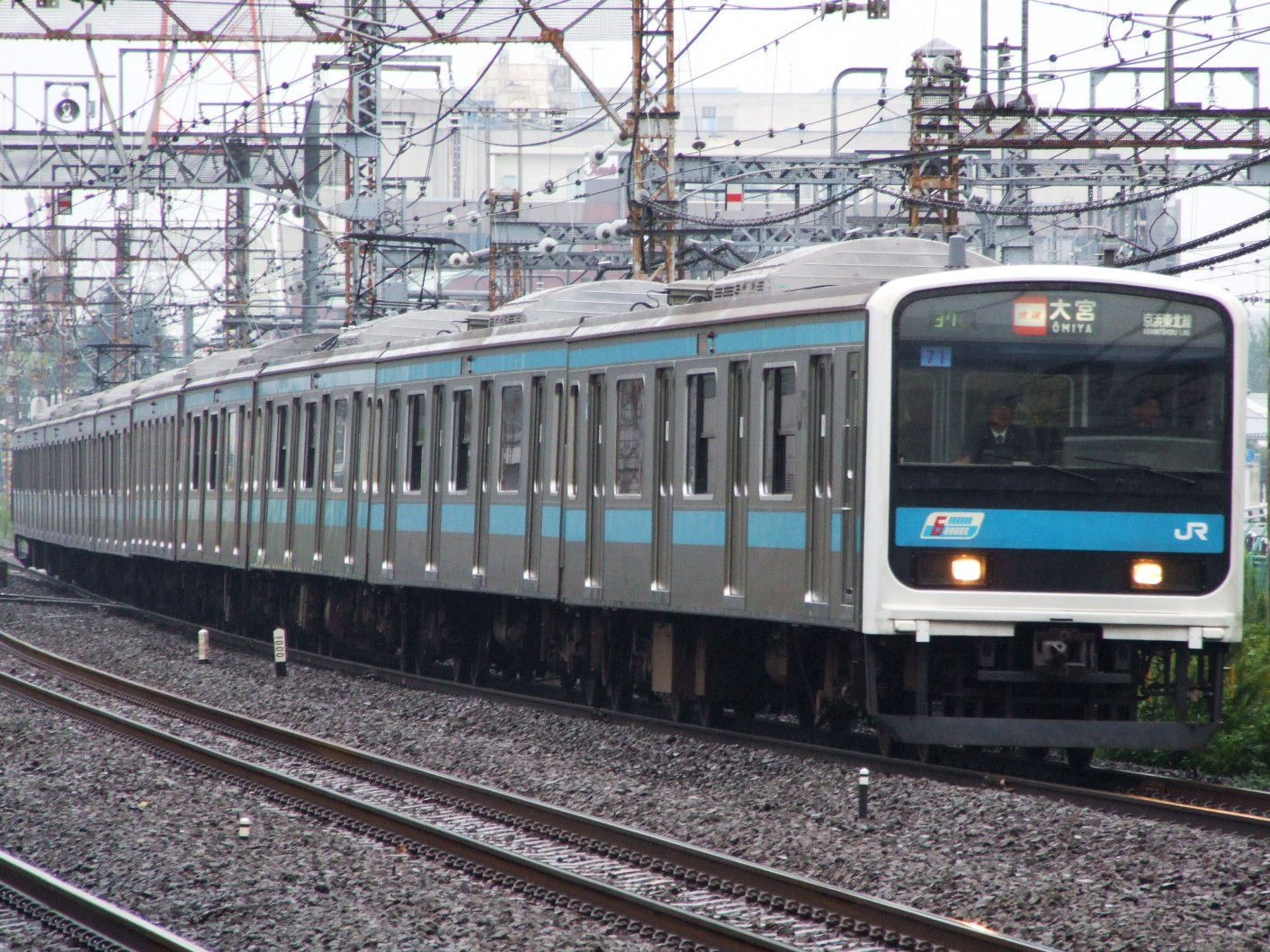
オーステナイト系ステンレス鋼 SUS301L を車体（構体）材料に使用した鉄道車両の例（JR東日本209系）

車体（構体）の主材料にステンレス鋼を使ったステンレス車両が、鉄道車両の現在の主流の1つである。ステンレス車両は、普通鋼製の車両と比べると塗装を省略することができ、保守の手間が少ない。さらに、塗装と腐食代が省略できるため軽量化が可能となっている。
鉄道車両の構体用ステンレス鋼種には、オーステナイト系ステンレス鋼やフェライト系ステンレス鋼が使われている。オーステナイト系の場合は、加工硬化しやすく低炭素化で耐食性を高めた鋼種が主に使われている。組み立て前に冷間加工で高強度化させて使用することで、構体を薄板化させて軽量化を行っている。日本の鉄道車両では、準安定オーステナイト系ステンレス鋼の SUS301 に低炭素化と窒素添加などを行って特性を調整した SUS301L を主材料として使用している。一方、高強度が要求されない内装用などではオーステナイト系標準鋼種の SUS304 が使われている。
レーヨン産業では、粒界腐食対策のために、極低炭素化オーステナイト系または安定化オーステナイト系が使われている。硝酸工業では、扱われる硝酸の濃度によるが、304系、316系、低炭素化した304L系が耐用されている。食品産業では、食品に直接触れて特に耐食性に注意するような箇所は304系または316系のオーステナイト系鋼種を使用している。ビール製造では、発酵・貯蔵タンクが304系を利用し、ビール樽もほとんどが304系である。乳製品産業でも304系または316系の利用が主流である。ただし、醤油などでは塩分濃度が濃いためステンレス鋼の使用は見送られていた。近年では、高耐食性のスーパーオーステナイトステンレス鋼を醤油製造タンクに用いる動きもある。

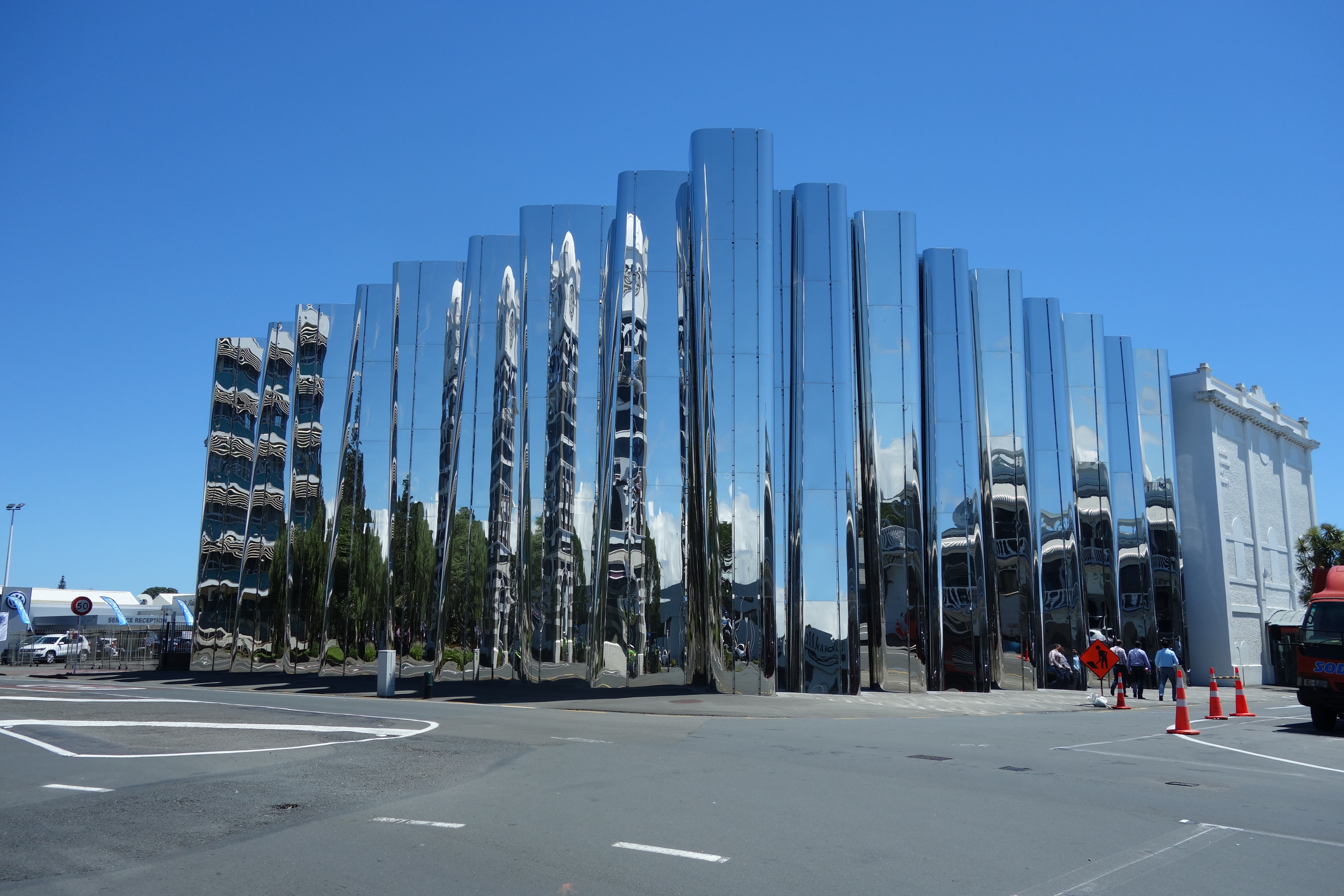
ゴベット・ブリュースター美術館のレン・ライセンター。ファサードが316L鏡面仕上げ板材で造られている。

建築分野では、ドアノブ、丁番、錠前といった建具部品で304系が使われている。建具の金物で304系が主流なのは、車両や船舶でも同様である。また、建物の外装にも見栄えの良さからカーテンウォールや外壁パネルでステンレス鋼を使用するビルは多い。304系が中心的に使われ、環境によっては316系も使われる。光輝を保ち現代的な材質感が得られることから、モニュメントやパブリックアートなどの野外彫刻の素材としてもステンレス鋼は利用されている。彫刻の材質には304系がよく使われ、環境によっては316系も使われる。
原子力発電所では、耐食性と高温強度のためにオーステナイト系は主要構造材料である。ただし、過去に304系を使用していたが、鋭敏化による応力腐食割れの事故が続いたことがあった。そのため現在では極低炭素化させた304L系や316L系、さらには原子力発電用に特別に開発された316L系などが使われている。核融合実験炉やリニアモーターカーなどで使われる超伝導電磁石を約 −270 ℃ の極低温で収容する容器などにもオーステナイト系が使われる。

## 歴史

### 発明
オーステナイト系ステンレス鋼の工業的な発明は、会社としてはドイツのクルップ社によって、個人としてはクルップ社の研究所に所属していたベンノ・シュトラウスとエドゥアルト・マウラーによって成された。1900年から1910年にかけて、鉄・クロム・ニッケル系合金の耐食性について基礎学術レベルでは理解が深まりつつあった。1906年にフランスのレオン・ギレは、耐食性については言及しなかったものの、ステンレス鋼の3大グループである「フェライト系」「マルテンサイト系」「オーステナイト系」に属する組成を体系的に初めて研究した。1909年には、ヴァルター・ギーセンによるクロム・ニッケル系のオーステナイト鋼の研究が続いた。このように、ステンレス鋼の工業材料としての実用化の素地は当時整いつつあった。その後、1912年にクルップ社が2つの耐食鋼に関する特許を出願した。1つは「V1M」と名付けられた鉄合金で、代表成分をクロム 14%・ニッケル 2%・炭素 0.15% とするマルテンサイト系ステンレス鋼であった。もう1つは「V2A」と名付けられ、これがクロム 20%・ニッケル 7%・炭素 0.25% のオーステナイト系ステンレス鋼であった。

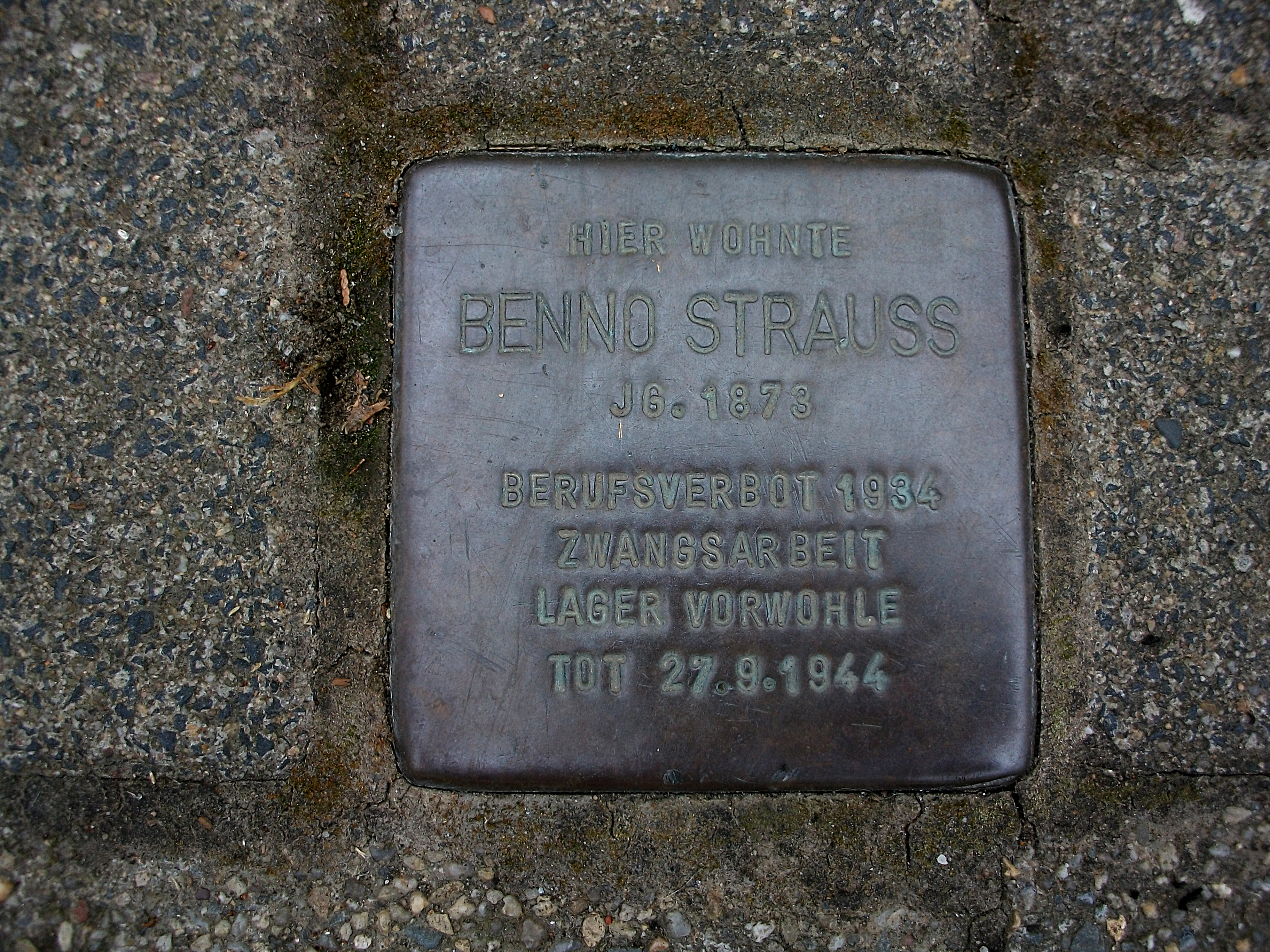
エッセンにあるシュトラウスの銘板

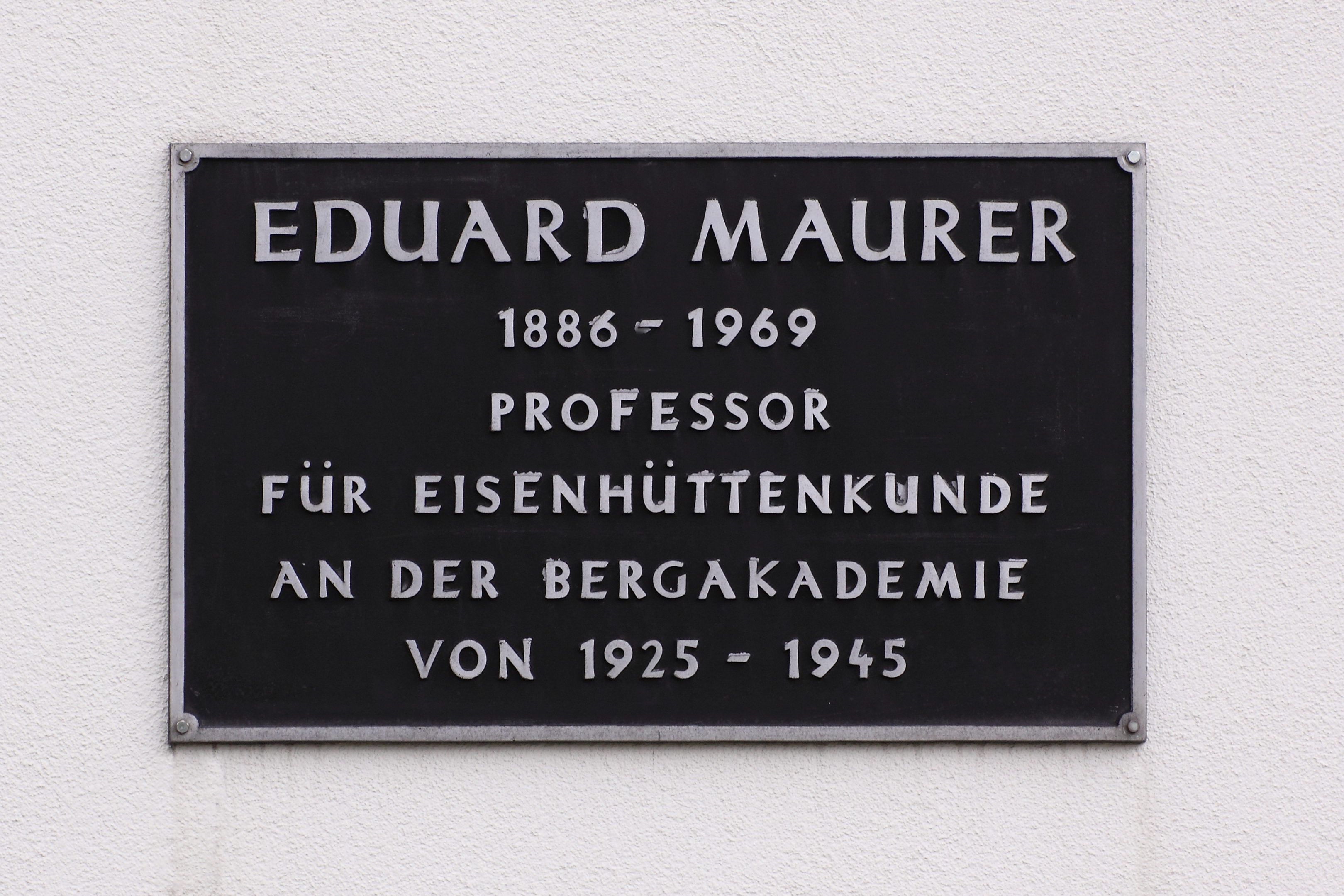
フライベルクにあるマウラーの銘板

出願から遡る1909年頃から、クルップ社のベンノ・シュトラウスとマウラーによって鉄・クロム・ニッケル系合金の研究が進められていた。シュトラウスは熱電対用の耐熱合金を研究しており、1910年に3種類の高クロム鋼、2種類の高クロム・ニッケル鋼を製作した。これらの鋼は硬くて脆かったので、マウラーが適切な熱処理を研究した。そうした研究中、それらの鋼種の1つの試験片が実験室の腐食雰囲気中で数か月放置されていたにも拘らず表面の光沢が失われていないことにマウラーが気づいた。追試が行われ、オーステナイト組織を持つ高クロム・ニッケル鋼は硝酸溶液に対しても耐食性を持つことが確認された。これらの研究成果をもとに、1912年にクルップ社は前述の2種の耐食鋼を特許出願した。
後の1920年代から30年代にかけて、誰がこれらの「錆びない鋼」の発明者と呼ぶにふさわしいについては、シュトラウスとマウラーの間で論戦が起こっている。双方が自身が発明者にふさわしいと譲らず、学術誌・機関誌上で書簡による主張の応酬が続いた。鈴木隆志は『ステンレス鋼発明史』にて、「ステンレス鋼はいずれにせよクルップ会社によって発明されたのは疑いないとして、個人よりも企業の功績に帰すべきである」という見解を紹介して、彼らの論戦についての説明を締め括っている。

### 普及と発展
クルップ社によって発明されたオーステナイト系ステンレス鋼V2Aは、当時フリッツ・ハーバーとカール・ボッシュが開発したハーバー・ボッシュ法によるアンモニア製造に採用された。V2Aがアンモニア合成のための硝酸タンクの材料に使われた。ハーバーとボッシュの居たBASF社は1914年にクルップ社にV2Aを約20トン発注し、オーステナイト系ステンレス鋼の工業材料としての活用が始まった。
BASF社のV2A使用の中で腐食問題が起き、これを解決するためにV2Aの改良が行われた。1922年から1930年にかけて、銅またはモリブデン添加による非酸化性酸への対策、含有炭素低減化による粒界腐食への対策などがクルップ社から特許が出された。オーステナイト系ステンレス鋼は、その後、クルップ社以外の様々な研究者によっても改良が行われて様々な鋼種が生まれていった。1923年頃には、イギリスのトーマス・ファース・アンド・サンズ社が組成の最適化を模索した結果、クロム 18%・ニッケル 8%・炭素 0.2% 未満の基本組成とした「Staybrite（ステイブライト）」という商品を開発した。ステイブライトはICI社のアンモニア合成プラントで最初に採用された。ステイブライト販売以降、オーステナイト系ステンレス鋼の基本組成としてクロム 18%・ニッケル 8%（18-8）が定着することとなった。

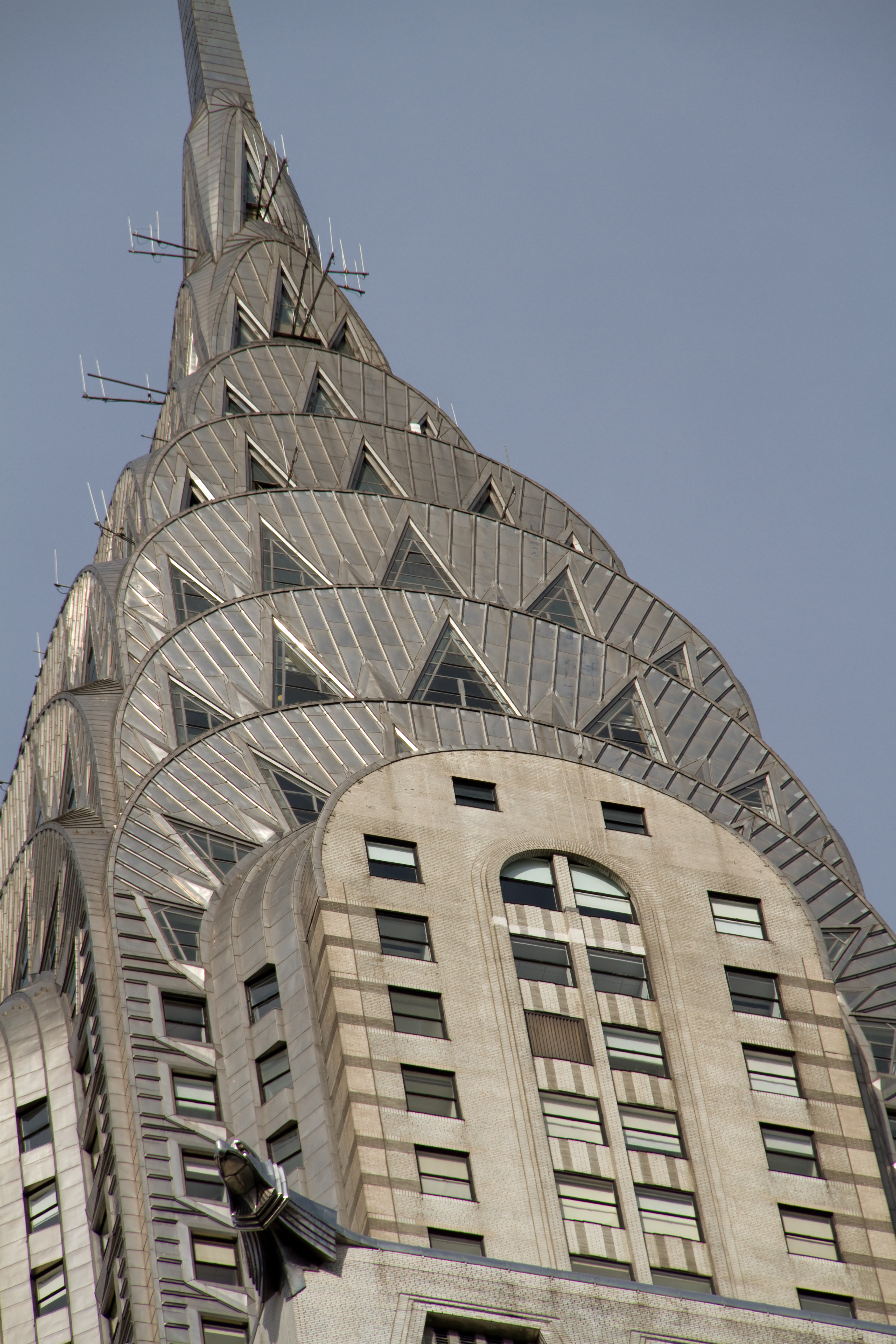
クライスラー・ビルディングの段型尖塔の外装には、大量のオーステナイト系ステンレス鋼板が使用された。

クルップ社も、1922年に自社のステンレス鋼を「NIROSTA（ニロスタ）」として商標登録した。18-8のニロスタ鋼は海を渡り、アメリカ合衆国（米国）のクライスラー・ビルディング建設に使われる。1924年、クルップ社のシュトラウスは米国材料試験協会のシンポジウムでクルップ社のオーステナイト系ステンレス鋼を紹介した。建設主であったウォルター・クライスラーは、ビルの外観を金属で装飾することを望んでいた。この目的に適うようなニロスタ鋼を含むいくつかの耐食性金属材料が検討された結果、比較的高価であったものの、錆びづらく、汚れづらく、研磨による艶出ししやすいニロスタ鋼が採用されることとなった。
米国では、ニロスタ鋼に相当するステンレス鋼の生産実績は1927年までなかった。結局、クルップ社からライセンスを受けた3社が、ニロスタ鋼の板材・棒材を提供することとなった。1930年、クライスラー・ビルディングは完成する。4500枚のニロスタ鋼の薄板材がビル最頂部の段型尖塔の外装に使われた。クライスラー・ビルディングは、大量の18-8オーステナイト系ステンレス鋼が外装に初めて使われた世界初の建築物となった。1995年にクライスラー・ビルディングの検査が行われ、外装の状態も確認された。検査報告書では、風雨による洗浄も手伝い、沿海地域に建てられたにも拘らず、ニロスタ鋼は期待通りの性能を発揮し、良好な状態が保たれていたと報告された。